# Вояджер

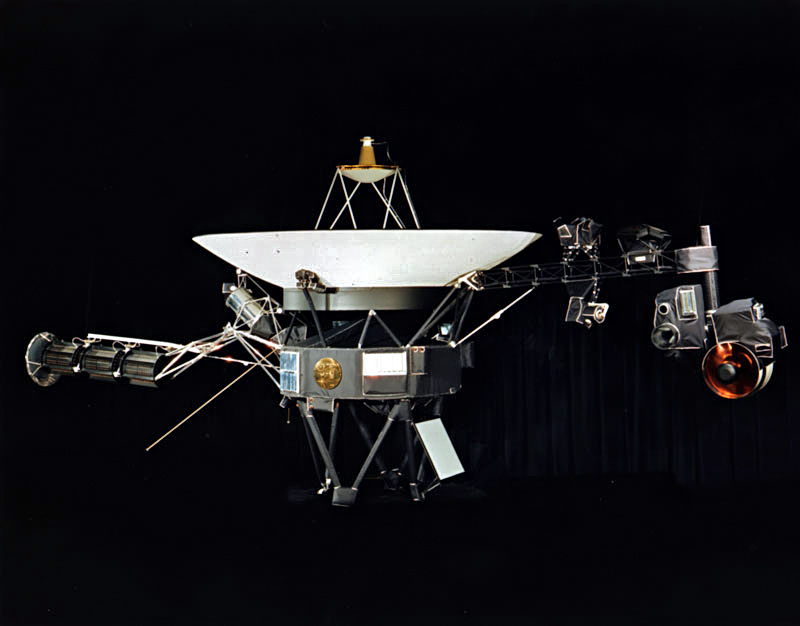
Космічний зонд «Вояджер»(«Voyager»).

«Вояджер» (Voyager) — американська наукова програма, у рамках якої було розроблено, а в 1977 році ракетами-носіями типу «Титан-3E» запущено два міжзоряні зонди, «Вояджер-1» і «Вояджер-2». Вдале взаємне розташування планет-гігантів дало змогу відправити дослідні зонди до двох газових гігантів, Юпітера й Сатурна, з можливістю відвідати також крижані гіганти, Уран й Нептун. Після того як «Вояджер-1» успішно пролетів повз Сатурн і його супутник Титан, було вирішено відправити «Вояджер-2» до Урана й Нептуна.
Після завершення прольоту повз планети було вирішено подовжити програму роботу зондів і досліджувати за їх допомогою зовнішні регіони Сонячної системи та міжзоряного середовища. 25 серпня 2012 року дані з «Вояджера-1» показали, що він увійшов у міжзоряне середовище; 5 листопада 2019 року його також досяг «Вояджер-2». 4 листопада 2019 року вчені повідомили, що 5 листопада 2018 року «Вояджер-2» офіційно досяг області космічного простору, де вплив сонячного вітру припинився. У серпні 2018 року НАСА на основі даних, отриманих космічним апаратом New Horizons, підтвердило існування «водневої стіни» на зовнішніх краях Сонячної системи, яка була вперше виявлена ще в 1992 році двома космічними апаратами «Вояджер».
Станом на 2024 рік «Вояджери» продовжували працювати поза межами геліосфери у міжзоряному просторі. «Вояджер-1» рухається зі швидкістю 61 198 км/год, або 17 км/с відносно Сонця. Станом на 25 травня 2024 року, він перебуває на відстані 24 475 900 000 км від Сонця, віддалившись на відстань 162 а. о. (24,2 млрд км). Станом на 25 травня 2024 року, «Вояджер-2» рухається зі швидкістю 55 347 км/год, або 15 км/с відносно Сонця і перебуває на відстані 20 439 100 000 км від Сонця, віддалившись на відстань 136,627 а. о. (20,4 млрд км).
Обидва «Вояджери» — єдині на сьогодні об'єкти, створені людиною, які вийшли в міжзоряний простір, і цей рекорд вони утримуватимуть щонайменше до 2040-х років. «Вояджер-1» є найвіддаленішим від Землі об'єктом, створеним людиною.

## Історія

Графік залежності геліоцентричної швидкості «Вояджера-2» від його відстані до Сонця, який ілюструє, як гравітаційні маневри навколо Юпітера, Сатурна та Урана впливають на прискорення космічного апарата. Щоб здійснити спостереження Тритона, «Вояджер-2» пройшов над північним полюсом Нептуна, через що він вийшов із площини екліптики, а швидкість його віддалення від Сонця зменшилася.

### ПрограмаMariner Jupiter-Saturn
«Вояджер» здійснив те, чого ніхто не передбачав, побачив те, чого ніхто не очікував, і обіцяє пережити своїх винахідників. Він, як велика картина або незмінна установа, набув власного існування, долі, непідвладної розумінню його творців (Стівен Пайн).
Космічні зонди «Вояджер» спершу задумувалися як частина великої космічної подорожі, яка передбачала відвідування зовнішніх планет Сонячної системи. Ця подорож планувалася на кінець 1960-х — початок 1970-х років; її метою було дослідження Юпітера, Сатурна, його супутника Титана, Урана, Нептуна та Плутона.
Ідея місії спиралася на програму «Гранд-тур», розроблену в 1964 році аерокосмічним інженером Лабораторії реактивного руху НАСА Гері Фландро. Своєю чергою, ця програма використовувала рідкісне взаємне розташування планет, яке трапляється лише раз на 175 років. Це розташування дало апарату змогу досягти всіх зовнішніх планет Сонячної системи за рахунок гравітаційних маневрів.
Місія передбачала запуск кількох пар зондів. У 1966 році її схвалила Лабораторія реактивного руху НАСА, і почалася робота над нею. Однак у грудні 1971 року місія «Гранд Тур» була скасована, оскільки призначене для неї фінансування було перенаправлено на програму «Спейс Шаттл».
У 1972 році було запропоновано програму меншого масштабу: відвідування чотирьох планет двома однаковими космічними апаратами. Планувалося використовувати космічні апарати, які належали до програми «Марінер» і спочатку мали називатися «Марінер-11» і «Марінер-12». Щоб мінімізувати тривалість польоту до Сатурна, планувалося застосувати техніку гравітаційного прискорення, ефективність якої успішно продемонстрував зонд «Марінер-10»: апарати мали суттєво пришвидшитися за рахунок маневрування в гравітаційному полі проміжної планети.
Згодом ці два космічні апарати виділили в окрему програму під назвою Mariner Jupiter-Saturn (MJS) також Mariner Jupiter-Saturn-Uranus (MJSU) — частину програми «Марінер». Але пізніше її перейменували, оскільки було вирішено, що конструкція двох космічних зондів настільки просунулася порівняно з апаратами сімейства «Марінер», що програма заслуговує на окрему назву.

### Зонди програми «Вояджер»
4 березня 1977 року НАСА оголосило конкурс на перейменування місії, вважаючи, що її наявна назва втратила актуальність, адже вона суттєво відрізнялася від попередніх місій «Марінер». Було обрано нову назву — «Вояджер», яка містила алюзію на пропозицію Вільяма Пікерінга, що запропонував назву «Навігатор». Оскільки назва змінилася незадовго до запуску, зонди часто продовжували називати «Марінер-11» і «Марінер-12», а іноді навіть «Вояджер-11» і «Вояджер-12».
Було визначено дві траєкторії польоту:
- JST — до Юпітера й Сатурна із прольотом повз Титан;
- JSX — план на випадок непередбачених обставин.

Основною ціллю варіанту JST був проліт повз Титан, а JSX давав змогу адаптувати план місії до можливих змін: якщо JST виявиться успішним, політ за варіантом JSX можна було б продовжити як Гранд-тур, тобто направити його до крижаних гігантів, а в разі невдачі зберігалася можливість перенаправити другий зонд на повторну спробу прольоту повз Титан за рахунок відмови від Гранд-туру. Другий зонд, який після перейменування місії дістав назву «Вояджер-2», слідував за траєкторією JSX і мав можливість продовжити політ до Урана й Нептуна. Після того як «Вояджер-1» завершив виконання своїх основних задач на Сатурні, місію «Вояджер-2» було подовжено, що дало йому змогу відхилитися від початково запланованої траєкторії JST і пролетіти повз Уран і Нептун.
Зонди планувалося запустити в серпні або вересні 1977 року. Їхньою головною задачею було порівняння фізичних характеристик Юпітера й Сатурна, як-от атмосфери, магнітні поля, наявність частинок у навколишньому середовищі, системи кілець і супутники. Після прольоту зонди мали передати на Землю життєво важливі дані, отримані за допомогою магнітометрів, спектрометрів та інших інструментів для виявлення міжзоряного, сонячного та космічного випромінювання. Розрахована тривалість роботи їхніх радіоізотопних термоелектричних генераторів (рітегів), упродовж якої буде можливий зв'язок із ними, — приблизно десять років. Після виконання своїх основних задач зонди мали продовжувати дрейф у міжзоряному просторі.
Першим був запущений «Вояджер-2». Його траєкторія була прокладена так, щоб уможливити проліт повз Юпітер, Сатурн, Уран і Нептун. «Вояджер-1» злетів другим, але летів коротшою траєкторією, прокладеною для забезпечення оптимального прольоту повз супутник Сатурна Титан: у той час було відомо, що він досить великий і має щільну атмосферу. Унаслідок цього прольоту «Вояджер-1» вийшов із площини екліптики, через що завершив свою планетарну наукову місію. Якби «Вояджеру-1» не вдалося пролетіти повз Титан, траєкторію «Вояджера-2» можна було б змінити так, щоб дослідити Титан — але за рахунок відмови від прольоту повз Уран і Нептун. Траєкторія «Вояджера-1» не дозволяла йому відвідати Уран і Нептун, але від Сатурна він міг би продовжити шлях до Плутона, не досліджуючи Титан.
У 1990-х роках «Вояджер-1» обігнав повільніші міжзоряні зонди «Піонер-10» і «Піонер-11» і став найвіддаленішим від Землі об'єктом, створеним людиною; в осяжному майбутньому він утримуватиме цей рекорд. Зонд New Horizons мав вищу швидкість під час запуску, ніж «Вояджер-1», але він рухається повільніше, оскільки «Вояджер-1» додатково розігнався за рахунок гравітаційних маневрів під час прольоту повз Юпітер і Сатурн. Цікаво, що «Вояджер-1» і «Піонер-10» є найвіддаленішими один від одного об'єктами, створеними людиною, адже вони рухаються в майже протилежних напрямках від Сонячної системи.
У грудні 2004 року «Вояджер-1» перетнув межу ударної хвилі, де сонячний вітер сповільнюється до дозвукової швидкості, і увійшов у геліосферу, де сонячний вітер унаслідок взаємодії з міжзоряним середовищем стискається і стає турбулентним. 10 грудня 2007 року межі ударної хвилі досяг і «Вояджер-2» — приблизно на 1,6 млрд км ближче до Сонця, ніж «Вояджер-1»; це вказує на те, що Сонячна система є асиметричною.
У 2010 році «Вояджер-1» повідомив, що швидкість сонячного вітру назовні від Сонця впала до нуля, і вчені передбачили, що він наближається до міжзоряного простору. У 2011 році дані з «Вояджерів» визначили, що геліосфера не є однорідною: вона заповнена гігантськими магнітними бульбашками, які, за теорією, утворюються, коли магнітне поле Сонця викривляється на краю Сонячної системи.
У червні 2012 року вчені НАСА повідомили, що «Вояджер-1» був дуже близький до виходу в міжзоряний простір: на це вказувало різке збільшення кількості високоенергетичних частинок з-поза меж Сонячної системи. У вересні 2013 року НАСА оголосило, що 25 серпня 2012 року «Вояджер-1» вийшов із геліосфери, ставши першим космічним апаратом, який вийшов у міжзоряний простір.
Станом на 2017 рік обидва «Вояджери» продовжують моніторинг умов у зовнішніх областях Сонячної системи. Очікується, що вони зможуть працювати з науковими приладами до 2020 року, але зменшення потужності вимагатиме поступової деактивації їхніх приладів. Приблизно у 2025 році енергії вже не буде достатньо для роботи жодних наукових інструментів.
У липні 2019 року було впроваджено переглянутий план покращення керування живленням обох зондів.

## Конструкція космічних апаратів

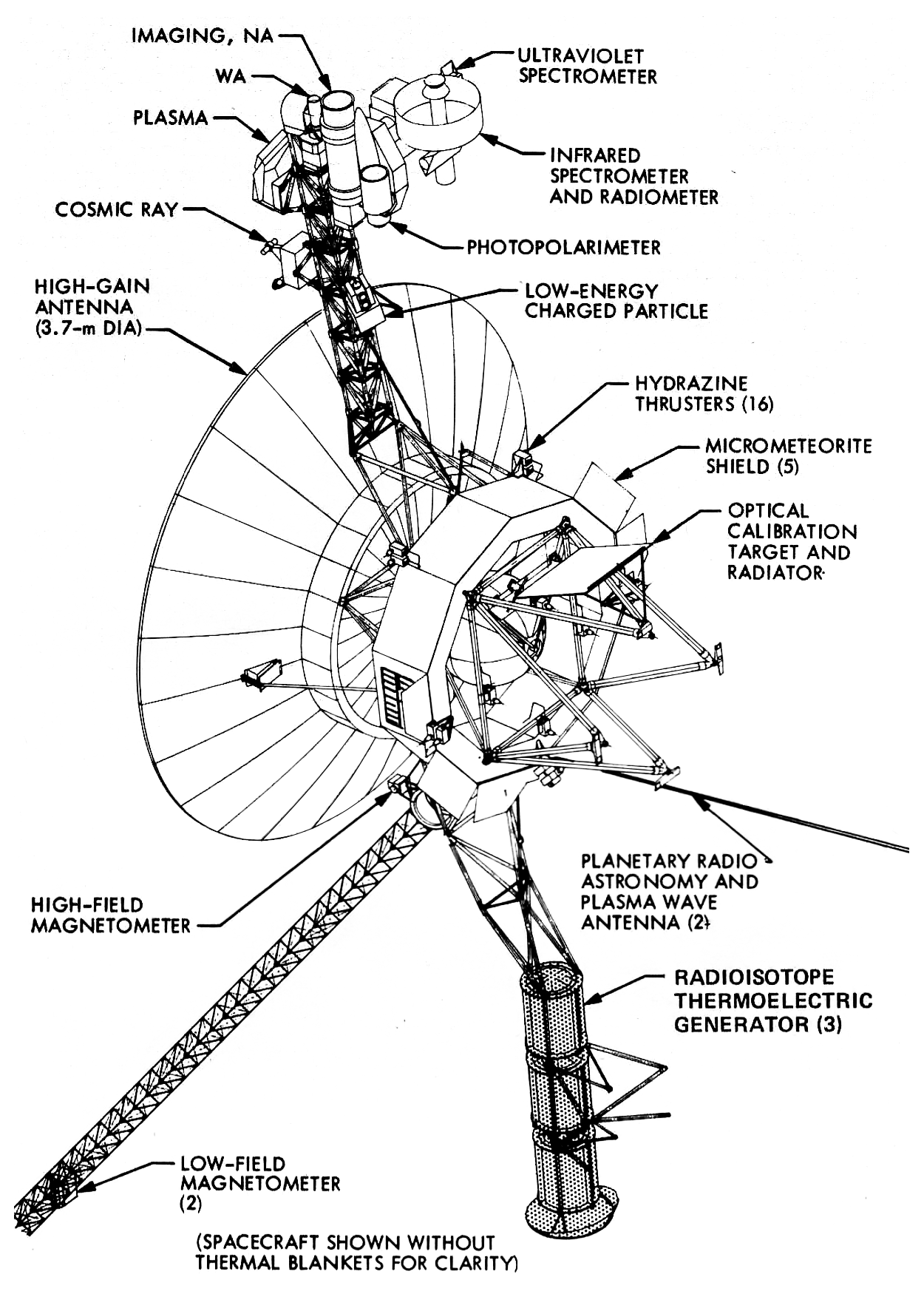
Конструкція апаратів «Вояджер».

У момент пуску космічні апарати «Вояджер» важили по 815 кг, але після використання палива їхня вага становила близько 733 кг. 105 кг із цієї ваги припадало на наукові прилади. Обидва «Вояджери» були обладнані тривісними стабілізованими системами орієнтації, за допомогою яких вони спрямовували свої антени з високим коефіцієнтом підсилення на Землю, а наукові прилади — на цілі, використовуючи гіроскопічні й акселерометричні входи до своїх комп'ютерів управління положенням, іноді за допомогою рухомої платформи для менших приладів та електронної системи фотографування.
На схемі показана напрямлена антена (HGA) з тарілкою діаметром 3,7 м, прикріплена до порожнистого десятикутного контейнера для електронних приладів, а також сферичний бак, який містить однокомпонентне паливо гідразин.
До одного з бортів корпуса прикріплено золотий диск «Вояджера». Кутова квадратна панель праворуч є мішенню для оптичного калібрування і радіатором надлишкового тепла. Впритул на нижній стрілі встановлені три радіоізотопні термоелектричні генератори (рітеги) MHW-RTG.
Сканувальна платформа мыстила такі прилади:
- Інфрачервоний інтерферометр-спектрометр і радіометр[en] (IRIS)[39] — найбільша камера вгорі справа;
- ультрафіолетовий спектрометр (UVS)[40] — розташований трохи вище IRIS;
- дві відеокамери на передавальній трубці наукової підсистеми візуалізації (ISS)[41] — розташовані ліворуч від UVS;
- фотополяриметр (PPS)[42] — розташований під ISS.

Наразі підтримуються лише п'ять дослідницьких груп, хоча дані збираються ще двома приладами. Обробку даних виконують Підсистема польотних даних (FDS) і один восьмидоріжковий цифровий магнітофон (DTR).
Підсистема польотних даних налаштовує всі інструменти та контролює їх роботу. Крім того, вона збирає інженерні й наукові дані і форматує їх для передавання. Підсистема польотних даних використовується для запису даних високошвидкісної Підсистеми плазмових хвиль (PWS), які відтворюються кожні шість місяців.
Наукова підсистема візуалізації (ISS), що складається з ширококутної та вузькокутної камер, є модифікованою версією камер із повільною розгорткою, які використовувалися в попередніх польотах «Марінерів». Наукова підсистема візуалізації складається з двох камер телевізійного типу, кожна з яких має вісім фільтрів на керованому фільтрувальному колесі, встановленому перед відеонакопичувачем. Одна з них має ширококутний об'єктив низької роздільної здатності з фокусною відстанню 200 мм та апертурою f/3 (ширококутна камера), а інша використовує вузькокутний об'єктив з фокусною відстанню f/8,5 (вузькокутна камера) з вищою роздільною здатністю 1500 мм.
Загалом було побудовано три космічні апарати: «Вояджер-1» (VGR 77-1), «Вояджер-2» (VGR 77-3) і запасна тестова модель (VGR 77-2).

### Наукові інструменти
Imaging Science System (ISS) — наукова система візуалізації (відключена). Використовувалася двокамерна вузько- і ширококутова система для отримання зображень зовнішніх планет та інших об'єктів вздовж траєкторії польоту.
- Головний дослідник: Бредфорд Сміт / Університет Аризони[48].
- Дані: каталоги даних PDS/PDI[49], PDS/PRN[50].

Radio Science System (RSS) — радіотехнічна наукова система (відключена). Використовувала телекомунікаційну систему космічного апарата «Вояджер» для визначення фізичних властивостей планет і супутників (іоносфери, атмосфери, маси, гравітаційні поля, густини), а також кількості й розподілу за розмірами матеріалу в кільцях Сатурна і розмірів кілець.
- Головний дослідник: G. Tyler[51] / Стенфордський університет, огляд PDS/PRN[52].
- Дані: каталоги даних PDS/PPI[53], PDS/PRN[54] (VG_2803[55]), архів даних про Сатурн NSSDC[56].

Infrared Interferometer Spectrometer (IRIS) — інфрачервоний інтерферометр-спектрометр (відключений). Досліджував глобальний і локальний енергетичний баланс та склад атмосфери. Отримував вертикальні температурні профілі планет і супутників, а також склад, теплові властивості та розмір частинок у кільцях Сатурна.
- Головний дослідник: Rudolf Hanel / Центр космічних польотів імені Ґоддарда (PDS/PRN)[58].
- Дані: каталог даних PDS/PRN[59], розширений каталог даних PDS/PRN[60] (VGIRIS_0001[61], VGIRIS_002[62]).

Ultraviolet Spectrometer (UVS) — ультрафіолетовий спектрометр (відключений). Був призначений для вимірювання характеристик атмосфери, а також для вимірювання радіації.
- Головний дослідник: A. Broadfoot / Університет Південної Каліфорнії (PDS/PRN)[64].
- Дані: каталог даних PDS/PRN[65].

Triaxial Fluxgate Magnetometer (MAG) — тривісний індукційний магнітометр (працює). Призначений для дослідження магнітних полів Юпітера і Сатурна, взаємодії сонячного вітру з їхніми магнітосферами, а також міжпланетного магнітного поля до межі сонячного вітру з міжзоряним магнітним полем і далі, коли вона буде перетнута.
- Головний дослідник: Норман Несс[en] / Центр космічних польотів імені Ґоддарда[67].
- Дані: каталог даних PDS/PPI[68], архів даних NSSDC[69]

Plasma Spectrometer (PLS) — плазмовий спектрометр (працює). Досліджує макроскопічні властивості іонів плазми та вимірює електрони в діапазоні енергій від 5 еВ до 1 кеВ.
- Головний дослідник: Джон Річардсон (John Richardson) / Массачусетський технологічний інститут[71].
- Дані: каталог даних PDS/PPI[72], архів даних NSSDC[73].

Low Energy Charged Particle Instrument (LECP) — інструмент для вимірювання енергії низькоенергетичних заряджених частинок (працює). Вимірює різницю потоків енергії та кутові розподілів іонів, електронів і різницю енергетичного складу іонів.
- Головний дослідник: Стаматіос Кріміджіс / Лабораторія прикладної фізики[en] (APL) Університету Джонса Гопкінса / Університет Меріленду (JHU/APL[75] / UMD[76] / KU[77]).
- Дані: графіки даних UMD[78], каталог даних PDS/PPI[79], архів даних NSSDC[80].

Cosmic Ray System (CRS) — система вимірювання космічних променів (працює). Визначає походження та процес прискорення, розвиток і динамічний внесок міжзоряних космічних променів, нуклеосинтез елементів у джерелах космічних променів, поведінку космічних променів у міжпланетному середовищі та планетарні пояси енергетичних частинок.
- Головний дослідник: Едвард Стоун / Каліфорнійський технологічний інститут / Центр космічних польотів імені Ґоддарда[82].
- Дані: каталог даних PDS/PPI[83], архів даних NSSDC[84].

Planetary Radio Astronomy Investigation (PRA) — інструмент для планетарних радіоастрономічних досліджень (відключений). Використовував широкосмуговий радіоприймач для дослідження радіовипромінювання Юпітера та Сатурна.
- Головний дослідник: Джеймс Ворвік (James Warwick)[86] / Університет Колорадо.
- Дані: каталог даних PDS/PPI[87].

Photopolarimeter System (PPS) — фотополяриметр (відключений). Використовував телескоп із поляризатором для збору інформації про текстуру і склад поверхні Юпітера й Сатурна, а також інформацію про властивості і щільність розсіювання в їхніх атмосферах.
- Головний дослідник: Артур Лейн (Arthur Lane)[89] / Лабораторія реактивного руху (JPL) (PDS/PRN)[90].
- Дані: каталог даних PDS/PRN[91].

Plasma Wave Subsystem (PWS) — плазмово-хвильова підсистема (працює). Забезпечує неперервні, незалежні від оболонки вимірювання профілів електронної густини на Юпітері та Сатурні, а також базову інформацію про локальну взаємодію хвиля — частинка, корисну для вивчення магнітосфер.
- Головний дослідник: Дональд Гернетт[en] / Університет Айови[93].
- Дані: каталог даних PDS/PPI[94].

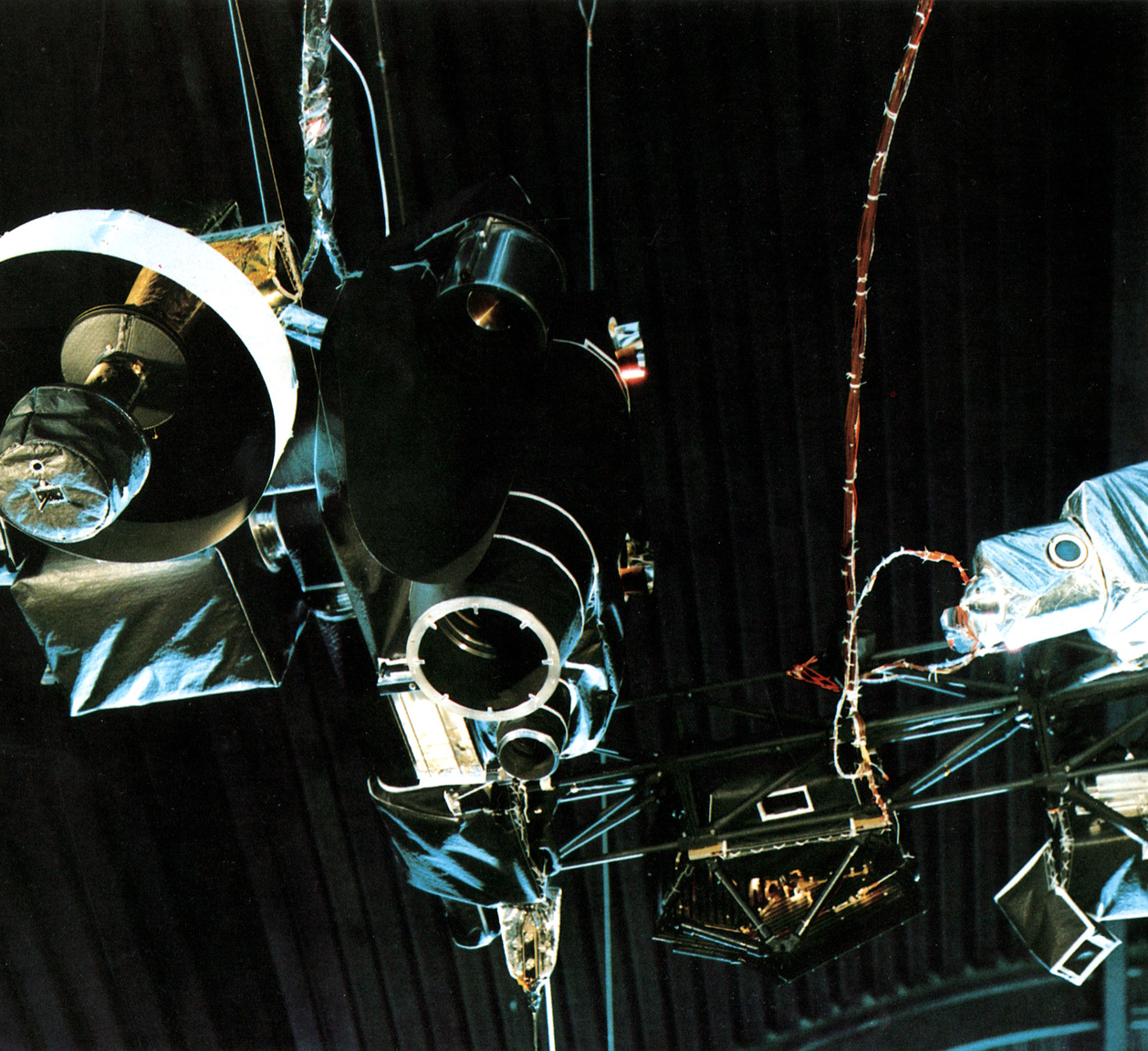
Вигляд деяких інструментів «Вояджера» знизу. Зліва: камери, ультрафіолетовий та інфрачервоний спектрометри (крайні зліва), детектор плазми (чорна скринька внизу праворуч), детектори частинок і радіації (крайні справа). На стрілі, по центру і праворуч, детектори плазми, частинок і космічних променів.
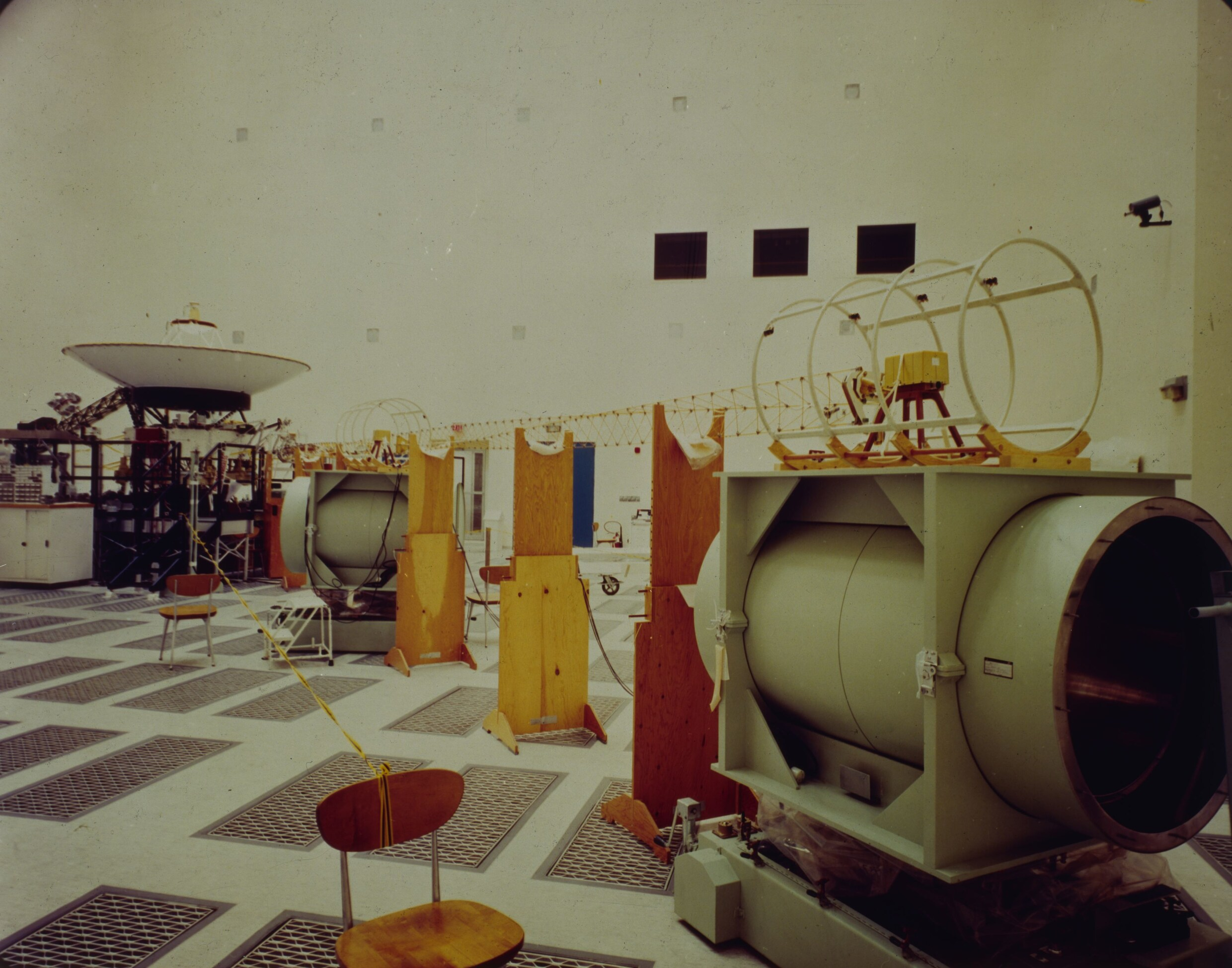
Повністю висунута 13-метрова стріла магнітометра «Вояджер».
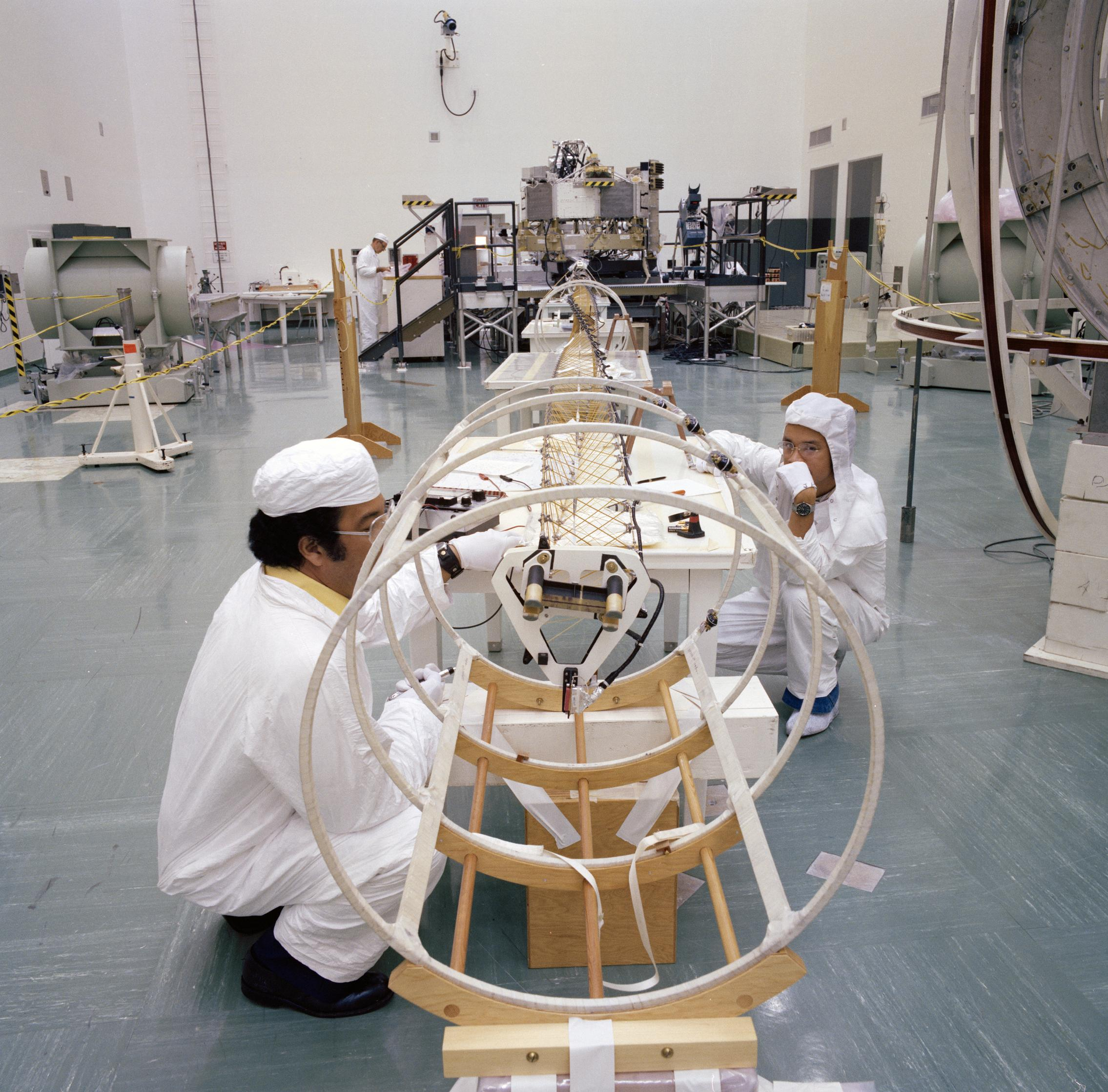
Розгорнута стріла магнітометра одного з космічних апаратів НАСА «Вояджер».
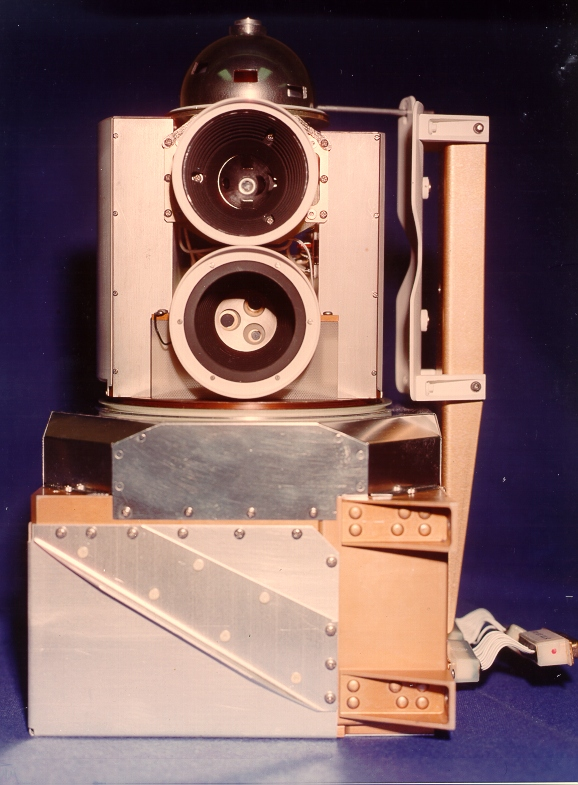
Інструмент для вимірювання енергії низькоенергетичних заряджених частинок.

### Комп'ютери й обробка даних
Кожен «Вояджер» обладнаний комп'ютерами трьох різних типів, по два кожного типу; іноді їх використовували для резервування. Це комп'ютери власної розробки, виготовлені на замовлення й побудовані на основі середньомасштабних інтегральних КМОН- і ТТЛ-схем та дискретних компонентів, переважно мікросхем серії 7400, виготовлених компанією Texas Instruments. Загальна кількість машинних слів на шести комп'ютерах — близько 32 тис. Комп'ютерні системи «Вояджера-1» і «Вояджера-2» ідентичні.
Комп'ютерна командна система (CCS), центральний контролер космічного апарата, обладнана двома 18-розрядними процесорами з викликом за перериванням, кожен з енергонезалежною пам'яттю на магнітних осердях на 4096 машинних слів кожна. Протягом більшої частини програми «Вояджер» два CCS-комп'ютери на кожному космічному апараті використовувалися без резервування, щоб підвищити їхні командні й обчислювальні спроможності. CCS майже ідентична системі, яка використовувалася на космічних кораблях програми «Вікінг».
Система польотних даних (FDS) — це дві 16-розрядні машини з модульною пам'яттю по 8198 машинних слів кожна.
Система просторової орієнтації та керування шарнірними з'єднаннями (AACS) — це дві 18-розрядні машини з модульною пам'яттю по 4096 машинних слів кожна.
На відміну від інших бортових приладів, робота камер видимого світла не є автономною, а натомість контролюється таблицею параметрів зображення, що зберігається в одному з бортових цифрових комп'ютерів, підсистемі польотних даних (FDS). Камери новіших космічних зондів, починаючи приблизно з 1990 року, зазвичай повністю автономні.
Камерами керує комп'ютерна командна підсистема (CCS). Вона містить стаціонарні комп'ютерні програми, призначені для декодування команд, виявлення й виправлення помилок, виконання процедури наведення антени та процедури послідовності космічних апаратів. Цей комп'ютер є вдосконаленою версією комп'ютера, який використовувався на орбітальних апаратах «Вікінг-1» і «Вікінг-2». Апаратне забезпечення в обох CCS-підсистемах на «Вояджерах» ідентичне; існує лише незначна модифікація програмного забезпечення в одній із них, яка має наукову підсистему, якої немає в іншій.
Згідно з Книгою рекордів Гіннеса, комп'ютерна система «Вояджера-2» є рекордсменом із «найдовшого періоду неперервної роботи комп'ютера». Вона працює неперервно з 20 серпня 1977 року.
Система просторової орієнтації та керування шарнірними з'єднаннями (AACS) контролює орієнтацію космічного апарата в просторі. Вона утримує спрямування направленої антени на Землю, контролює зміну положення і спрямовує сканувальну платформу. Системи AACS на обох апаратах ідентичні; вони були розроблені спеціально для програми «Вояджер».
В Інтернеті з'являлися помилкові твердження, що космічними апаратами «Вояджер» керують процесори RCA 1802 (мікропроцесори RCA CDP1802 COSMAC), але первинні конструкторські документи цього не підтверджують. Мікропроцесор CDP1802 використовувався в космічному апараті «Галілео», спроєктованому й побудованому роками пізніше. Цифрова електроніка, яка керує «Вояджерами», не була заснована на мікропроцесорних інтегральних схемах.

### Системи зв'язку
Радіопередавання з Землі на апарат здійснюється за допомогою мікрохвильового зв'язку в S-діапазоні. Зворотний зв'язок здійснюється за допомогою мікрохвильового передавача в X-діапазоні на борту космічного апарата, а також резервного передавача в S-діапазоні. Весь дальній зв'язок з обома «Вояджерами» здійснюється за допомогою 3,7-метрової антени з високим коефіцієнтом підсилення. Антена має ширину променя 0,5° для X-діапазону і 2,3° для S-діапазону (антена з низьким коефіцієнтом підсилення має коефіцієнт підсилення 7 дБ і ширину променя 60°).
У міру віддалення від Землі швидкість передавання цифрових даних від «Вояджерів» на Землю постійно зменшувалася відповідно до закону обернених квадратів. Зокрема, швидкість передавання даних від Юпітера становила близько 115 000 біт/с; з відстані Сатурна вона була вже вдвічі менше і відтоді постійно знижувалася. На Землі було вжито певних заходів, щоб зменшити вплив закону обернених квадратів: у період між 1982 і 1985 роками діаметри трьох основних параболічних антен Мережі далекого космічного зв'язку НАСА були збільшені з 64 до 70 м, завдяки чому значно збільшилася їхня площа, що уможливлювало вловлювання слабких мікрохвильових сигналів «Вояджерів».
Поки апарати перебували між Сатурном і Ураном, їхнє бортове програмне забезпечення було модернізоване для стиснення зображень і використання ефективнішого кодування з виправленням помилок Ріда — Соломона.
Потім, між 1986 і 1989 роками, з'явилися нові технології для створення антенних решіток, які давали змогу об'єднувати сигнали від кількох наземних антен в один потужніший сигнал. Вони були зроблені в Голдстоуні, Каліфорнія, Канберрі (Австралія) та Мадриді (Іспанія) за допомогою додаткових доступних там антен-тарілок. Крім того, в Австралії під час спостереження прольоту Нептуна в 1989 році в антенну решітку додали радіотелескоп Паркс. У Сполучених Штатах разом з антенами Мережі далекого космосу в Голдстоуні тимчасово використовували Дуже великий масив у Нью-Мексико. Використання цієї нової технології антенних решіток допомогло компенсувати падіння сили сигналу через величезну відстань від Нептуна до Землі.

### Джерело живлення

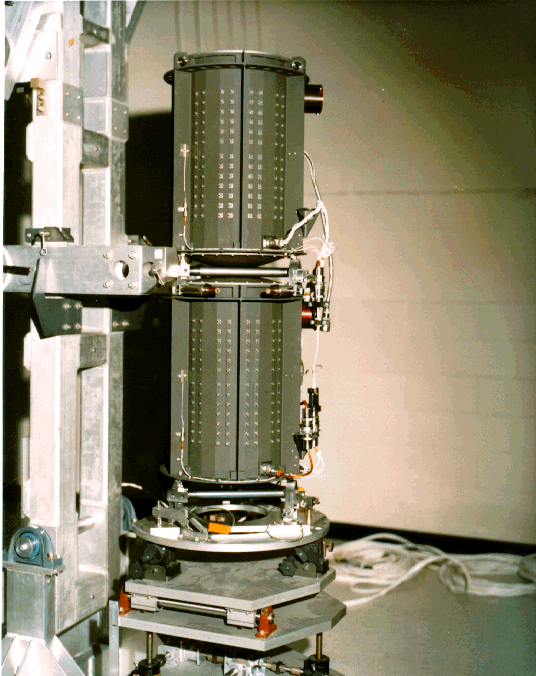
Радіоізотопний термоелектричний генератор «Вояджерів».

Оскільки апарати мали працювати на значній відстані від Сонця, джерелом живлення для бортового обладнання було обрано радіоізотопний термоелектричний генератор (рітег). Електроенергію постачають три рітеги MHW-RTG. Паливом у них служить ізотоп плутонію — плутоній-238 (238Pu) (у ядерній зброї використовується інший ізотоп — плутоній-239). Початкова потужність кожного рітега під час запуску становила 470 Вт, що забезпечувало напругу 30 В постійного струму. Однак із часом потужність зменшується: плутоній-238 розпадається з періодом напіврозпаду 87,74 року, через що рітег, який працює на плутонії-238, втрачає 0,79 % своєї потужності на рік. Станом на рік 2010 швидкість втрати потужності становила близько 5 Вт/рік.
До 7 жовтня 2011 року потужність, яку генерували «Вояджер-1» і «Вояджер-2», знизилася до 267,9 Вт і 269,2 Вт відповідно, що становить близько 57 % від потужності під час запуску. Виявилося, що рівень вихідної потужності перевищує оцінки, здійснені перед запуском на основі консервативної моделі деградації термопари. Оскільки електрична потужність зменшується, її споживачів на космічному апараті доводиться вимикати, що виключає деякі можливості. Щоб подовжити час роботи апаратів деякі підсистеми поступово вимикають, що дасть змогу експлуатувати апарати до 2037 року. Але до 2032 року може не вистачити потужності для зв'язку.

## Траєкторія руху

Траєкторії, які дали космічним апаратам «Вояджер» відвідати зовнішні планети Сонячної системи і досягти швидкості, достатньої для виходу з неї.

"Вояджер-1" було запущено 5 вересня 1977 року, він минув Юпітер у березні 1979-го, досяг Сатурна в листопаді 1980-го. «Вояджер-2» було запущено на два тижні раніше, 20 серпня 1977 року, повільнішою траєкторією, і він пролетів повз Юпітер у липні 1979-го, повз Сатурн — у серпні 1981-го, облетів Уран у січні 1986-го і Нептун — у серпні 1989 року.
Особливістю траєкторій цих космічних зондів є те, що на момент запуску розташування зовнішніх планет Сонячної системи давало змогу інтенсивно застосовувати гравітаційні маневри. Завдяки маневрам у гравітаційному полі планет-гігантів космічні апарати змогли облетіти планети й вийти за межі геліосфери з мінімальними витратами палива на прискорення.
Коли 12 вересня 2013 року НАСА офіційно підтвердили вихід «Вояджер» у міжзоряний простір за межами геліосфери, значна кількість ЗМІ помилково оголосила про вихід апарата за межі Сонячної системи. Насправді він може статися, лише коли «Вояджер» повідомить про повну зміну в направленні магнітного поля за межі геліосфери. Це може відбутися приблизно 2027 року.

### Хронологія польотів

#### «Вояджер-1»
- 05.09.1977, 12:56:00 UTC — запуск[109].
- 18.09.1977 — «Вояджер-1» надіслав першу космічну фотографію Землі та Місяця[110].
- 10.12.1977 — 08.09.1978 — проліт поясу астероїдів.
- 19.12.1977 — «Вояджер-1» наздогнав «Вояджер-2».
- 06.01.1979 — 13.04.1979 — фаза дослідження системи Юпітера.
- 29.01.1980 — через погіршення роботи вимкнено фотополяриметр (PPS)[111].
- 22.08.1980 — 14.11.1980 — фаза дослідження системи Сатурна.
- 14.02.1990 — задля економії енергії вимкнено широко- та вузькокутні камери наукової системи візуалізації (ISS)[112]. Останні зображення програми «Вояджер», зняті «Вояджером-1» для створення «Сімейного портрета» Сонячної системи[113]. Кадри також стали джерелом відомого зображення Землі під назвою «Бліда блакитна цятка».
- 17.02.1998 — на відстані 69,419 а. о. від Сонця «Вояджер-1» обігнав «Піонер-10» і став найвіддаленішим від Сонця космічним апаратом. «Вояджер-1» віддаляється від Сонця зі швидкістю більш ніж на 1 а. о. на рік швидше, ніж «Піонер-10».
- 03.06.1998 — задля економії енергії вимкнено інфрачервоний інтерферометр-спектрометр (IRIS)[114].
- 15.12.2004 — «Вояджер-1» пройшов межу ударної хвилі на відстані 94 а. о. від Сонця і досяг геліощита, де сонячний вітер різко сповільнюється і нагрівається при зіткненні з міжзоряним вітром[115][116].
- 31.03.2006 — перше таке аматорське спостереження «Вояджера-1» радіолюбителями AMSAT[en][117].
- 01.02.2007 — через погіршення роботи вимкнено плазмовий спектрометр (PLS)[118].

- 11.04.2007 — вимкнено обігрівач плазмової підсистеми.
- 15.01.2008 — задля економії енергії вимкнено інструмент планетарної радіоастрономії (PRA)[119]. Проведення планетарних радіоастрономічних експериментів припинено.
- Червень 2010 року — сонячний вітер, вимірюваний інструментом фіксації низькоенергетичних заряджених частинок, став стабільно нульовим. Це є ознакою того, що «Вояджер-1» вийшов за межі досяжності радіального зовнішнього потоку сонячного вітру[120].
- 01.12.2011 — оголошено, що «Вояджер-1» вперше виявив альфа-випромінювання Лаймана, джерелом якого є галактика Чумацький Шлях. Раніше це випромінювання фікусвали лише з інших галактик, але через вплив Сонця випромінювання Чумацького Шляху виявити не вдавалося[121].
- 05.12.2011 — НАСА оголосило, що «Вояджер-1» увійшов у так зване «космічне чистилище» — зону застою, де заряджені частинки, що випромінені Сонцем, сповільнюються та повертаються всередину. Внутрішня межа зони застою розташована приблизно в 113 а. о. від Сонця[122].
- Червень 2012 року — «Вояджер-1» почав входити в геліопаузу.
- 25.08.2012 — «Вояджер-1» перетнув геліопаузу на відстані 121 а. о. від Сонця і вийшов у міжзоряний простір, ставши першим створеним людиною об'єктом, який покинув Сонячну систему[123]. Факт перетину буде підтверджений лише 9 квітня 2013 року.
- 19.04.2016 — задля економії енергії вимкнено ультрафіолетовий спектрометр (UVS)[124].
- 28.11.2017 — уперше з листопада 1980 року здійснено маневр корекції траєкторії (TCM)[125].
- Травень 2022 року — НАСА повідомило, що «Вояджер-1» почав передавати «загадкові» телеметричні дані, хоча загальний стан апарата залишався робочим[126]. Виявилося, що система контролю положення (AACS) надсилає телеметрію через комп'ютер, який не працював багато років, через що дані пошкоджувалися.
- Серпень 2022 року — проблему із системою контролю положення усунуто[127].
- 14.11.2023 — через проблеми із системою польотних даних (FDS) «Вояджер-1» не в змозі надсилати придатні для використання дані на Землю, інженери починають шукають спосіб усунення проблеми[128].
- 20.04.2024 — інженери відновили зв'язок з апаратом, перемістивши код зі зламаної мікросхеми пам'яті у FDS[129].
- Жовтень 2024 року — через спрацювання системи захисту від несправностей «Вояджер-1» вимкнув радіопередавач X-діапазону, який використовувався для зв'язку з Мережею далекого космічного зв'язку НАСА. 19 жовтня передача даних припинилася; система захисту знову спрацювала і перемкнулася на передавач S-діапазону, який востаннє використовувався в 1981 році. Радіопередавач X-діапазону вдалося відновити в середині листопада 2024 року[130].
- 25.02.2025 — задля економії енергії вимкнено систему вимірювання космічних променів[en] (CRS)[131].

#### «Вояджер-2»
- 20.08.1977, 14:29:00 UTC — запуск[132].
- 10.12.1977 — вхід у пояс астероїдів.
- 19.12.1977 — «Вояджер-1» наздогнав «Вояджер-2».
- 05.04.1978 — вийшов з ладу основний радіопередавач, і відтоді радіообмін здійснювався за допомогою резервного радіопередавача[133].
- Червень 1978 року — вийшов з ладу первинний радіоприймач. Решту місії використовувався резервний радіоприймач.
- 21.10.1978 — вихід із поясу астероїдів.
- 24.04.1979 — 05.08.1979 — фаза дослідження системи Юпітера.
- 05.06.1981 — 25.09.1982 — фаза дослідження системи Сатурна.
- 04.11.1985 — 25.02.1986 — фаза дослідження системи Урана.
- Березень 1988 року — приблизний час, коли «Вояджер-2», за підрахунками, обігнав космічний зонд «Піонер-11» за віддаленістю від Сонця, ставши третім найвіддаленішим від Землі космічним апаратом.
- 05.06.1989 —02.10.1989 — фаза дослідження системи Нептуна.
- 05.12.1989 — задля економії енергії вимкнено широко- та вузькокутні камери наукової системи візуалізації (ISS)[134].
- 03.04.1991 — через погіршення роботи вимкнено фотополяриметр (PPS)[135].
- 1992 рік — «Вояджер-2» спостерігав наднову V1974 Лебедя[en] у далекому ультрафіолеті[136].
- Липень 1994 року — «Вояджер-2» намагався спостерігати падіння фрагментів комети Шумейкерів — Леві 9 на Юпітер[137].
- 12.11.1998 — задля економії енергії вимкнено ультрафіолетовий спектрометр (UVS)[138].
- 29.11.2006 — помилково увімкнулися обігрівачі магнітометра[139]. Вони залишалися увімкненими аж до 4 грудня 2006 року, через що температура в магнітометрі перевищила 130 °C — це значно вище за його розрахункову робочу температуру[140][141].
- 01.02.2007 — задля економії енергії вимкнено інфрачервоний інтерферометр-спектрометр (IRIS)[142].
- 30.08.2007 — «Вояджер-2» пройшов межу ударної хвилі[143][116].
- 06.09.2007 — припинив працювати цифровий стрічковий самописець (DTR).
- 21.02.2008 — задля економії енергії вимкнено інструмент планетарної радіоастрономії (PRA)[144]. Проведення планетарних радіоастрономічних експериментів припинено.
- 22.04.2010 — 23.05.2010 — виникла проблема із неправильним бітом[145].
- 07.11.2011 — «Вояджер-2» перейшов на резервні двигуни для заощадження енергії[146].
- 13.08.2012 — «Вояджер-2» став найдовшою місією НАСА, побивши попередній рекорд безперервної роботи «Піонера-6[en]» (12 758 днів роботи, починаючи з 16 грудня 1965 року).
- 07.11.2012 — «Вояджер-2» віддалився від Сонця на відстань 100 а. о. (15 млрд км).
- 05.11.2018 — «Вояджер-2», рухаючись зі швидкістю 15,341 км/с відносно Сонця, увійшов у міжзоряне середовище на відстані 119,7 а. о. (17,9 млрд км) від нього[147].
- 25.02.2019 — «Вояджер-2» перебував на відстані 120 а. о. (11,2 млрд км) від Сонця[148].
- 08.07.2019 — «Вояджер-2» успішно запустив маневрові двигуни для корекції траєкторії[149]. Востаннє «Вояджер-2» використовував ці двигуни під час зустрічі з Нептуном у 1989 році.
- 05.11.2019 — НАСА повідомило, що «Вояджер-2» перетнув межу геліопаузи і передав перші дані, які свідчать про це[150]
- 2020 рік — Мережа далекого космічного зв'язку НАСА на вісім місяців втратила вихідний зв'язок із «Вояджером-2». Контакт було відновлено 2 листопада завдяки надсиланню апарату низки інструкцій, які той згодом виконав і повідомив про відновлення зв'язку[151].
- 12.02.2021 — повне відновлення зв'язку з «Вояджером-2» після масштабної модернізації антени наземної станції, яка тривала цілий рік[152].
- Квітень 2023 року — вчені переналаштували роботу «Вояджера-2» так, що він зможе перебувати в робочому стані до 2026 року[153].
- 18.07.2023 — «Вояджер-2» обійшов за віддаленістю від Сонця другий за цим параметром космічний апарат — космічний зонд «Піонер-10»[154][155].
- 21.07.2023 — зв'язок із «Вояджером-2» було тимчасово втрачено через серію помилкових команд, надісланих 21 липня. Завдяки корегуванню орієнтації зв'язок з апаратом було відновлено[156].
- 26.09.2024 — задля економії енергії вимкнено плазмовий спектрометр (PLS)[157].
- 24.03.2025 — задля економії енергії вимкнено інструмент для вимірювання енергії низькоенергетичних заряджених частинок (LECP)[158].

Міжзоряна місія «Вояджер»

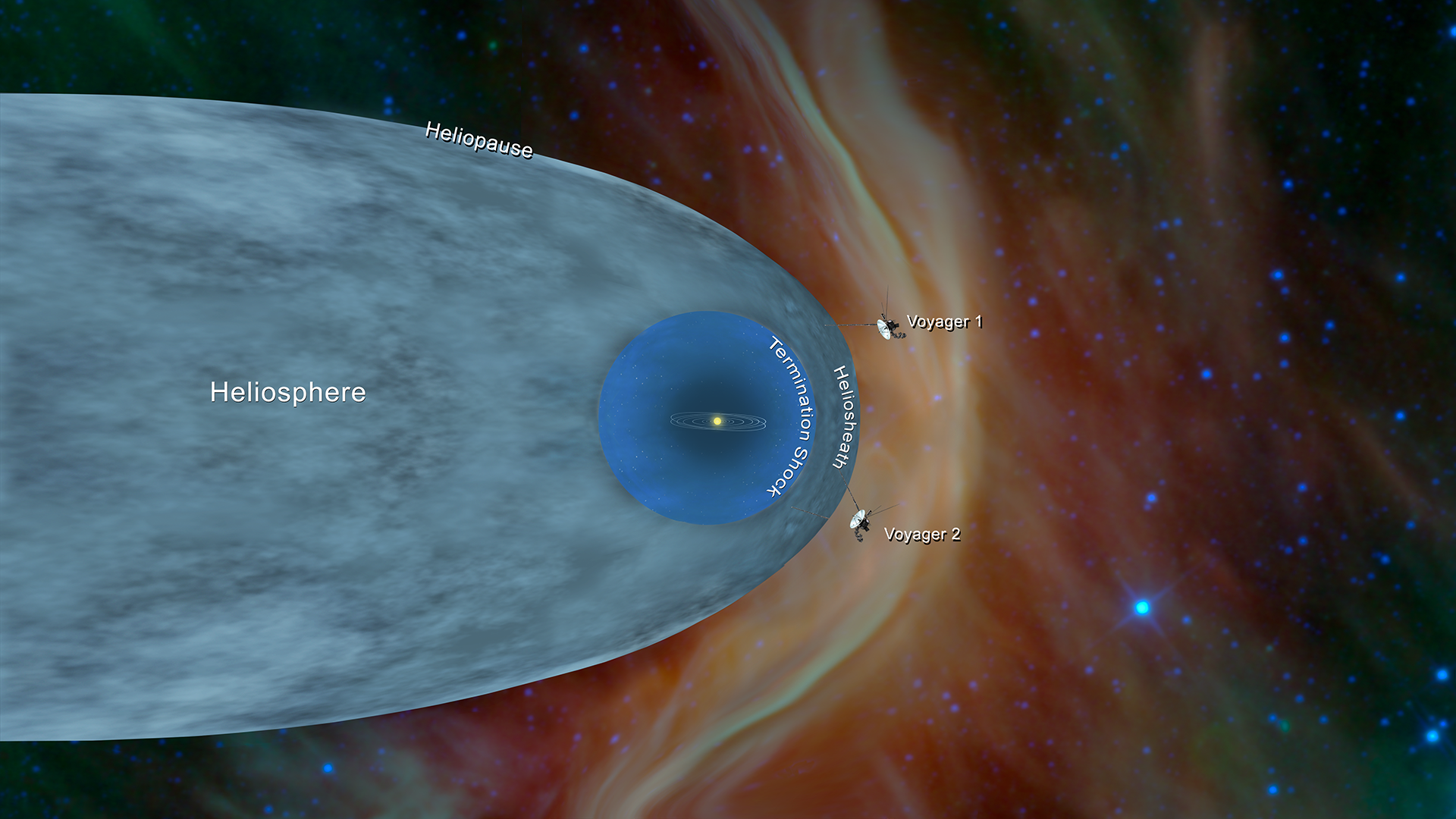
«Вояджер-1» перетнув геліопаузу (край геліосфери) у серпні 2012 року."Вояджер-2" перетнув геліооболонку в листопаді 2018 року.

Основна місія програми «Вояджер» завершилася в 1989 році, коли «Вояджер-2» пролетів повз Нептун. Продовженням програми стала міжзоряна місія «Вояджер» (VIM), яка розпочалася, коли політ космічних апаратів тривав уже понад 12 років. У 2008 році Відділ геліофізики Управління наукових місій НАСА провів Ретельний геофізичний огляд (Heliophysics Senior Review). Група експертів дійшла висновку, що VIM «абсолютно необхідно продовжувати», і що він «потребує фінансування на рівні, близькому до оптимального, а також посиленої підтримки з боку Мережа далекого космічного зв'язку НАСА (DSN)».
Головною метою міжзоряної місії було продовжити дослідження Сонячної системи за межами зовнішніх планет до геліопаузи (найвіддаленішої межі, до якої випромінювання Сонця домінує над міжзоряними вітрами), а якщо буде можливо, то й далі. «Вояджер-1» перетнув межу геліопаузи у 2012 році, а «Вояджер-2» — у 2018-му. Перехід через межу геліопаузи дав обом космічним апаратам змогу провести вимірювання міжзоряних магнітних полів, частинок і хвиль, на які не впливає сонячний вітер. Двома важливими знахідками на цей момент є відкриття області магнітних бульбашок і відсутність ознак очікуваного зсуву в магнітному полі Сонця.
Усю сканувальну платформу «Вояджера-2» разом з усіма приладами вимкнули в 1998 році. Усі прилади платформи «Вояджера-1», за винятком ультрафіолетового спектрометра (UVS), теж вимкнені. Сканувальну платформу «Вояджера-1» мали вимкнути наприкінці 2000 року, але її залишили увімкненою для дослідження УФ-випромінювання з навітряного боку. Дані UVS досі збираються, але сканування вже неможливе.
Сканувальну платформу «Вояджера-1» збиралися вимкнути наприкінці 2000 року, але її залишили увімкненою для дослідження УФ-випромінювання з навітряного боку. Дані UVS досі збираються, але сканування вже неможливе.
У 2016 році завершилися гіроскопічні «Вояджера-2», а у 2017-му — «Вояджера-1». За допомогою гіроскопічних операцій кожен «Вояджер» шість разів на рік обертався на 360°, щоб виміряти навколишнє магнітне поле.
Обидва космічні апарати продовжують працювати з деякими втратами в резервуванні підсистем, але зберігають здатність надсилати наукові дані з повного набору наукових інструментів міжзоряної місії «Вояджер» (VIM). Крім того, обидва космічні апарати мають достатню кількість електроенергії та палива для керування орієнтацією, щоб продовжити роботу приблизно до 2025 року, після чого електроенергії для підтримки роботи наукових приладів може не вистачити; якщо це станеться, надсилання наукових даних і робота космічних апаратів припиняться.

### Докладніші відомості про міжзоряний етап місії

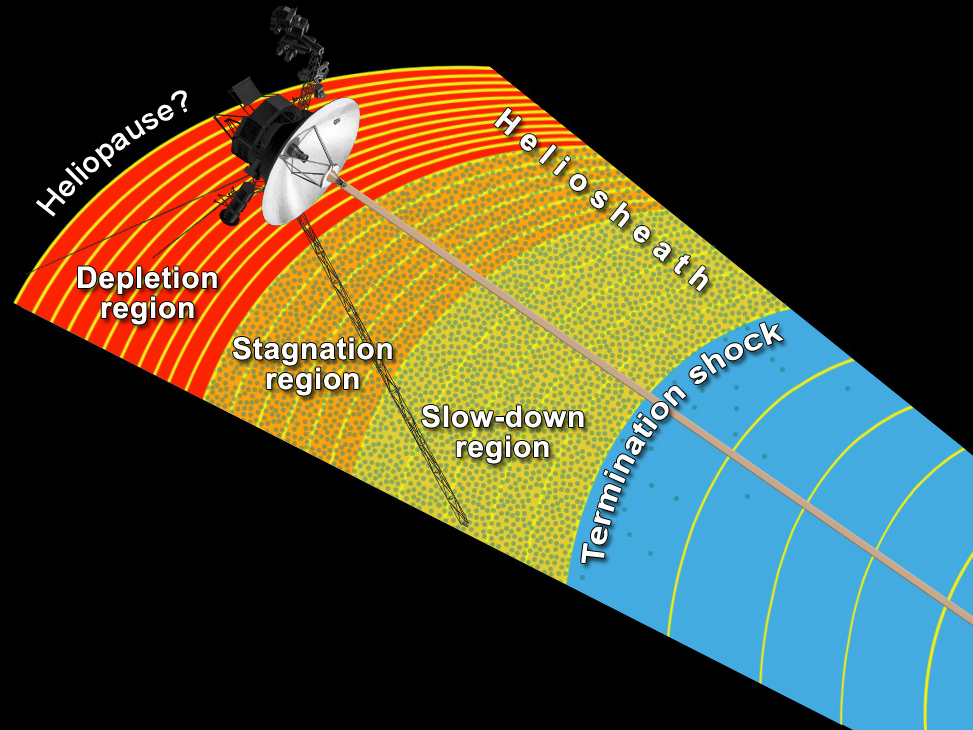
На цій діаграмі щодо прольоту геліосфери, опублікованій 28 червня 2013 року, наведено результати роботи космічних апаратів «Вояджер».

До початку міжзоряного етапу польоту «Вояджер-1» перебував на відстані 40 а. о. від Землі, а «Вояджер-2» — на відстані 31 а. о. Міжзоряна місія складається з трьох фаз:
- межа ударної хвилі;
- дослідження геліощита;
- дослідження міжзоряного простору.

Міжзоряний етап місій «Вояджерів» розпочався в середовищі, де панує магнітне поле Сонця і домінують частинки плазми сонячного вітру, що розширюється назовні. Це характерні умови на межі ударної хвилі. На певній відстані від Сонця частинки сонячного вітру дедалі частіше наштовхуються на частинки міжзоряного вітру. Першою особливістю, яку виявили космічні апарати, було зіштовхування сонячного й міжзоряного вітрів — межа ударної хвилі. На цій відстані сонячний вітер сповільнюється до дозвукової швидкості і відбуваються суттєві зміни в напрямку потоку плазми й орієнтації магнітного поля. «Вояджер-1» пройшов межу ударної хвилі в грудні 2004 року на відстані 94 а. о., а «Вояджер-2» — у серпні 2007 року на відстані 84 а. о. Після входження в геліощит космічні апарати опинилися в області, де домінує магнітне поле Сонця і частинки сонячного вітру. Після проходження через геліощит обидва «Вояджери» розпочали фазу міжзоряного дослідження. Зовнішня межа геліощита називається геліопаузою — це область, де вплив Сонця починає зменшуватися і можна виявити частинки міжзоряного простору.
«Вояджер-1» покидає Сонячну систему зі швидкістю 3,6 а. о. на рік під кутом 35° на північ від екліптики з апексом у сузір'ї Геркулеса; швидкість «Вояджера-2» становить близько 3,3 а. о. на рік, він рухається під кутом 48° на південь від екліптики. Обидва «Вояджери» врешті-решт прямуватимуть до зір. Приблизно через 40 000 років «Вояджер-1» опиниться на відстані 1,6 світлового року від зорі Глізе 445 (AC+79 3888), яка наближається до Сонця. Через 40 000 років «Вояджер-2» буде на відстані 1,7 світлового року від зорі Росс 248, яка теж наближається до Сонця, а через 296 000 років пройде на відстані 4,6 світлового року від Сіріуса, найяскравішої зорі нічного неба. За розрахунками, що космічні апарати не зіткнуться із зорями протягом 1 секстильйона (1021) років.
У жовтні 2020 року астрономи повідомили, що космічні зонди «Вояджер» неочікувано виявили значне збільшення густини речовини в космосі поза межами Сонячної системи. За словами дослідників, це означає, що «градієнт густини є великомасштабною особливістю „дуже локального міжзоряного середовища“ (VLISM) у загальному напрямку „носа геліосфери“ (heliospheric nose)».

## Можливий позаземний контакт

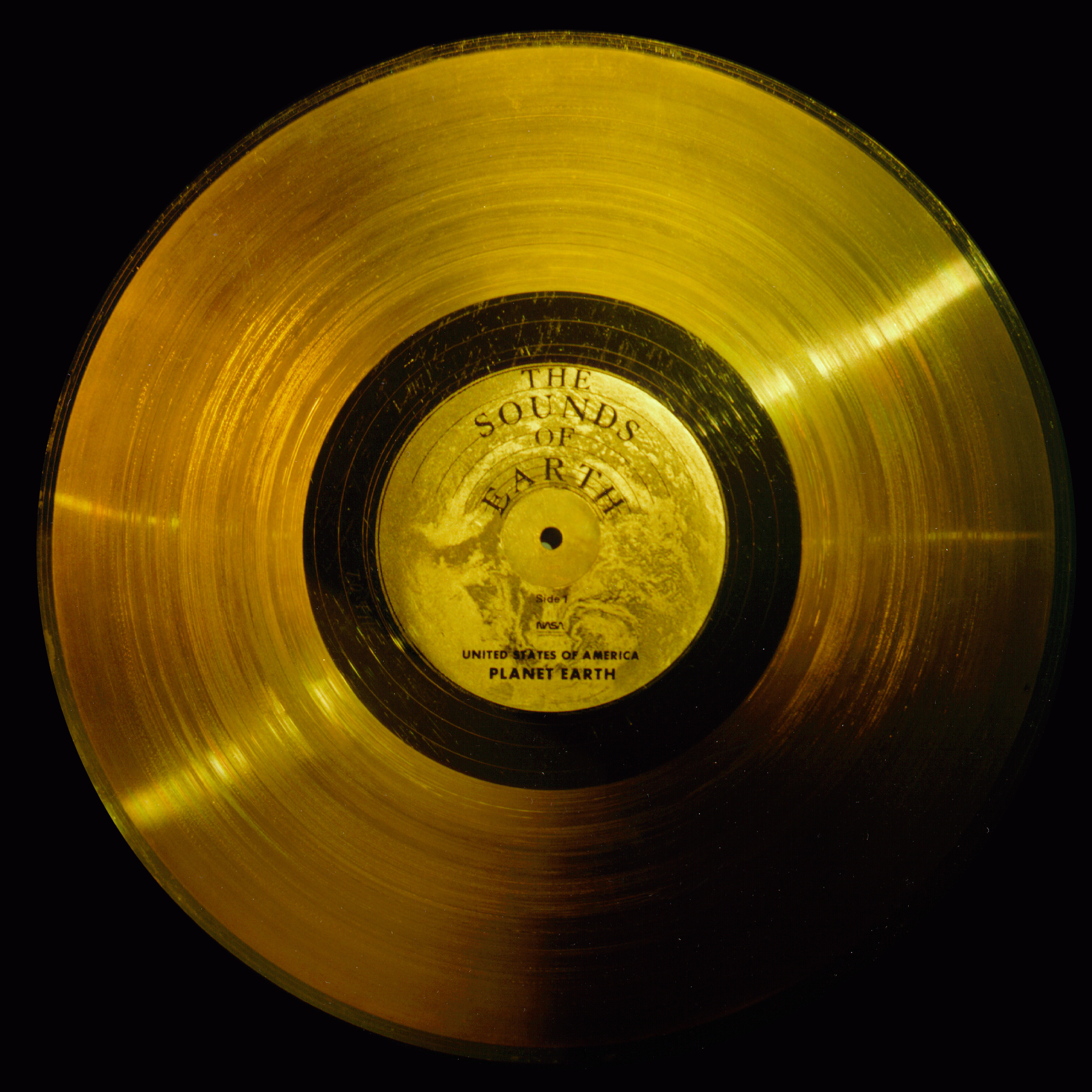
Золотий диск «Вояджера».

### Золоті диски «Вояджера»
Керівництво проєкту цілком серйозно поставилося до можливості зустрічі з апаратами «Вояджер» представників позаземних цивілізацій. З огляду на це на борту апаратів розмістили вкриті золотом мідні грамофонні платівки діаметром 30 см і пристрої для їх відтворення. На диску 115 слайдів, на яких зібрані найважливіші наукові дані, види Землі, її континентів, різні ландшафти, сцени з життя тварин і людини, їх анатомічна будова і біохімічна структура, включаючи молекулу ДНК. На платівках є записи звуку й зображення, які мають дати уявлення про життя й культуру людства, — шепіт матері і плач дитини, голоси птахів і тварин, записи грому, вітру, дощу, гуркіт вулканів і землетрусів, шелест піску і океанський прибій. Крім того, диски містить музичні твори (музику Баха, Моцарта, Бетховена, джазові композиції Луї Армстронга, Чака Беррі, народна музика багатьох країн), а також привітання 55 мовами світу (на додаток до записів мовами сучасних народів, є й записи так званими «мертвими» мовами).
Зображення записано в аналоговій формі. Платівку вкрито пластиною, на якій викарбувано зображення, що мають пояснити, як відтворити записи. На них визначено, з якою швидкістю має обертатися диск (на основі частоти основного коливання молекули водню). Показано, як треба поставити голку для відтворення звуку, і зазначено, що починати відтворення слід із зовнішнього краю платівки. Подано інструкцію, якої форми має бути сигнал для відтворення зображень з платівки. Крім того, на дисках детально описано місцерозташування Землі: у двійковому коді зроблені необхідні пояснення і вказано місце розташування Сонячної системи щодо чотирнадцяти потужних пульсарів. Роль «мірної лінійки» виконує надтонка структура молекули водню (1420 МГц).

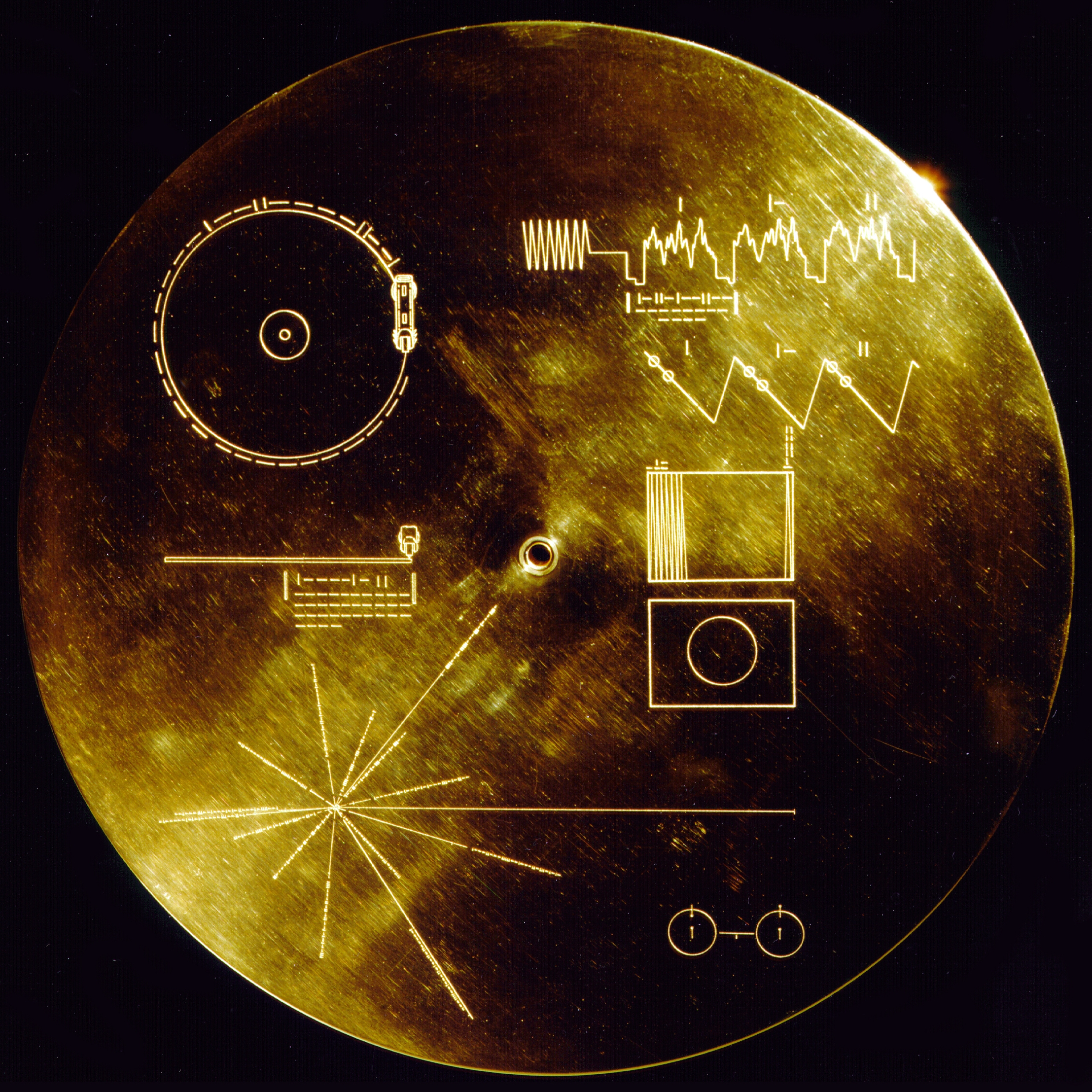
Покриття золотого диска «Вояджера».

Таким чином, золоті диски «Вояджера» — це своєрідне поєднання капсули часу і міжзоряне повідомлення для будь-якої цивілізації, іншопланетян або людей далекого майбутнього, які зможуть знайти який-небудь з апаратів «Вояджер». Вміст дисків був обраний комітетом під головуванням Карла Сагана, до складу якого входив Тімоті Ферріс.
У 2015 році НАСА ухвалило рішення викласти в інтернет всі звуки із золотої платівки для зондів «Вояджерів».
На думку авторів американського телесеріалу «Життя після людей», за мільйон років «Вояджери» значно постраждають від взаємодії з міжзоряним середовищем (молекулами міжзоряного газу, космічним пилом і метеороїдами). Апарати в цілому, ймовірно, ще збережуть впізнаваний вигляд, але золоті пластинки будуть пошкоджені і непридатні для відтворення.

### Бліда блакитна цятка

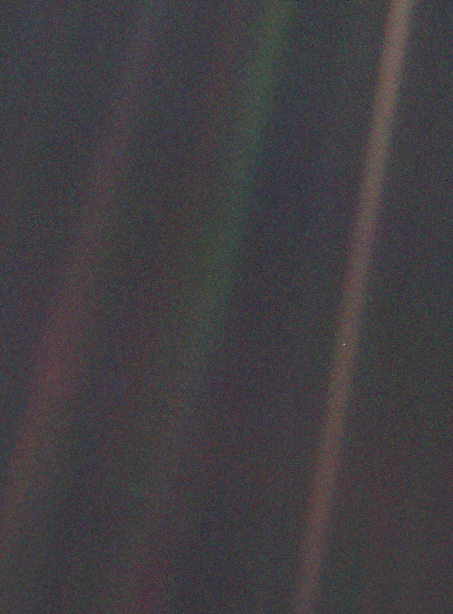
З відстані 6 млрд км Земля виглядає як «бліда блакитна крапка» (блакитно-біла плямка приблизно посередині світлової смуги праворуч).

Бліда блакитна крапка — це фотографія Землі, зроблена 14 лютого 1990 року космічним зондом «Вояджер-1» з відстані приблизно 6 млрд км (40,5 а. о.) у рамках серії знімків Сонячної системи «Сімейний портрет», зроблених того дня. Відкриття програми «Вояджер» під час першої фази місії, зокрема нові кольорові фотографії великих планет зблизька, регулярно висвітлювали друковані й електронні ЗМІ. Одним із найвідоміших є зображення Землі як блідої блакитної крапки, зроблене в 1990 році зондом «Вояджер-1» і популяризоване Карлом Саганом:
Погляньте ще раз на цю цятку. Ось вона. Це наш дім. Це ми. Усі, кого ви любите, усі, кого ви знаєте, усі, про кого ви коли-небудь чули, усі люди, які коли-небудь існували, прожили свої життя на ній. Безліч наших насолод і страждань, тисячі самовпевнених релігій, ідеологій та економічних доктрин, кожен мисливець і збирач, кожен герой і боягуз, кожен творець і руйнівник цивілізацій, кожен король і селянин, кожна закохана пара, кожна мати і кожен батько, повна надій дитина, винахідник і мандрівник, кожен вчитель моралі, кожен корумпований політик, кожна «суперзірка», кожен «верховний лідер», кожен святий і грішник в історії нашого виду жили тут — на цій порошинці, підвішеній на сонячному промені.

## Здобутки програми
- Перші фотографії зовнішніх планет великим планом
- Відкриття активного вулкана на поверхні Іо — перший знайдений позаземний вулкан.
- Відкриття кілець Юпітера[184], подібних до кілець Сатурна.
- Відкриття блискавок на Юпітері[185].
- З'ясування природи великих плям Юпітера й Нептуна.
- Виявлення підповерхневих океанів на Європі[186] й Енцеладі.
- Виявлення гейзерів на Тритоні[187].
- Дослідження магнітних полів у космосі.
- Дослідження космічних променів.
- Дослідження плазмових хвиль.

## Пам'ять
На честь програми «Вояджер» названо «Землю Вояджера» на Плутоні. Міжнародний астрономічний союз затвердив назву 7 вересня 2017 року).

### Сайти НАСА
- Voyager
- Where are Voyager 1 and Voyager 2 Now? (оновлюється в реальному часі)
- Voyager Spacecraft Lifetime
- NASA Facts — Voyager Mission to the Outer Planets
- Voyager 1 and 2 atlas of six Saturnian satellites, 1984
- JPL Voyager Telecom Manual

### Сторінки з інформацією про прилади НАСА
- Voyager instrument overview. Архів оригіналу за 21 липня 2011.
- CRS – COSMIC RAY SUBSYSTEM. Архів оригіналу за 3 серпня 2014. Процитовано 11 листопада 2017.
- ISS NA – IMAGING SCIENCE SUBSYSTEM – NARROW ANGLE. NASA. Процитовано 2 квітня 2023.
- ISS WA – IMAGING SCIENCE SUBSYSTEM – WIDE ANGLE. Архів оригіналу за 18 липня 2009. Процитовано 29 жовтня 2009.
- IRIS – INFRARED INTERFEROMETER SPECTROMETER AND RADIOMETER. Архів оригіналу за 18 липня 2009. Процитовано 29 жовтня 2009.
- LECP – LOW ENERGY CHARGED PARTICLE. Архів оригіналу за 18 липня 2009. Процитовано 29 жовтня 2009.
- MAG – TRIAXIAL FLUXGATE MAGNETOMETER. Архів оригіналу за 18 липня 2009. Процитовано 29 жовтня 2009.
- PLS – PLASMA SCIENCE EXPERIMENT. Архів оригіналу за 18 липня 2009. Процитовано 29 жовтня 2009.
- PPS – PHOTOPOLARIMETER SUBSYSTEM. Архів оригіналу за 25 серпня 2009. Процитовано 29 жовтня 2009.
- PRA – PLANETARY RADIO ASTRONOMY RECEIVER. Архів оригіналу за 18 липня 2009. Процитовано 29 жовтня 2009.
- PWS – PLASMA WAVE RECEIVER. Архів оригіналу за 18 липня 2009. Процитовано 29 жовтня 2009.
- RSS – RADIO SCIENCE SUBSYSTEM. Архів оригіналу за 3 серпня 2014. Процитовано 11 листопада 2017.
- UVS – ULTRAVIOLET SPECTROMETER. Архів оригіналу за 3 серпня 2014. Процитовано 11 листопада 2017.

### Сайти, не пов'язані з НАСА
- Spacecraft Escaping the Solar System — поточні положення й діаграми
- NPR: Science Friday 8/24/07 Interviews for 30th anniversary of Voyager spacecraft
- Illustrated technical paper — сайт інженера проєкту Реймонда Гікока[en]
- Gray, Meghan. Voyager and Interstellar Space. Deep Space Videos. Brady Haran.
- PBS featured documentary The Farthest-Voyager in Space
- Voyager image album Кевіна Гілла (Kevin M. Gill)

### Українською мовою
- Вояджер // Універсальний словник-енциклопедія. — 4-те вид. — К. : Теза, 2006.